# Pseudocolaptes boissonneautii
Pseudocolaptes boissonneautii е вид птица от семейство Furnariidae.

## Разпространение
Видът е разпространен в Боливия, Венецуела, Еквадор, Колумбия и Перу.